# Anapausis conspicua
Anapausis conspicua är en tvåvingeart som beskrevs av Cook 1971. Anapausis conspicua ingår i släktet Anapausis och familjen dyngmyggor. Inga underarter finns listade i Catalogue of Life.